# Ruchgräser
Die Ruchgräser (Anthoxanthum) sind eine Pflanzengattung innerhalb der Familie der Süßgräser (Poaceae). Die Arten enthalten Cumarin.

## Beschreibung und Ökologie

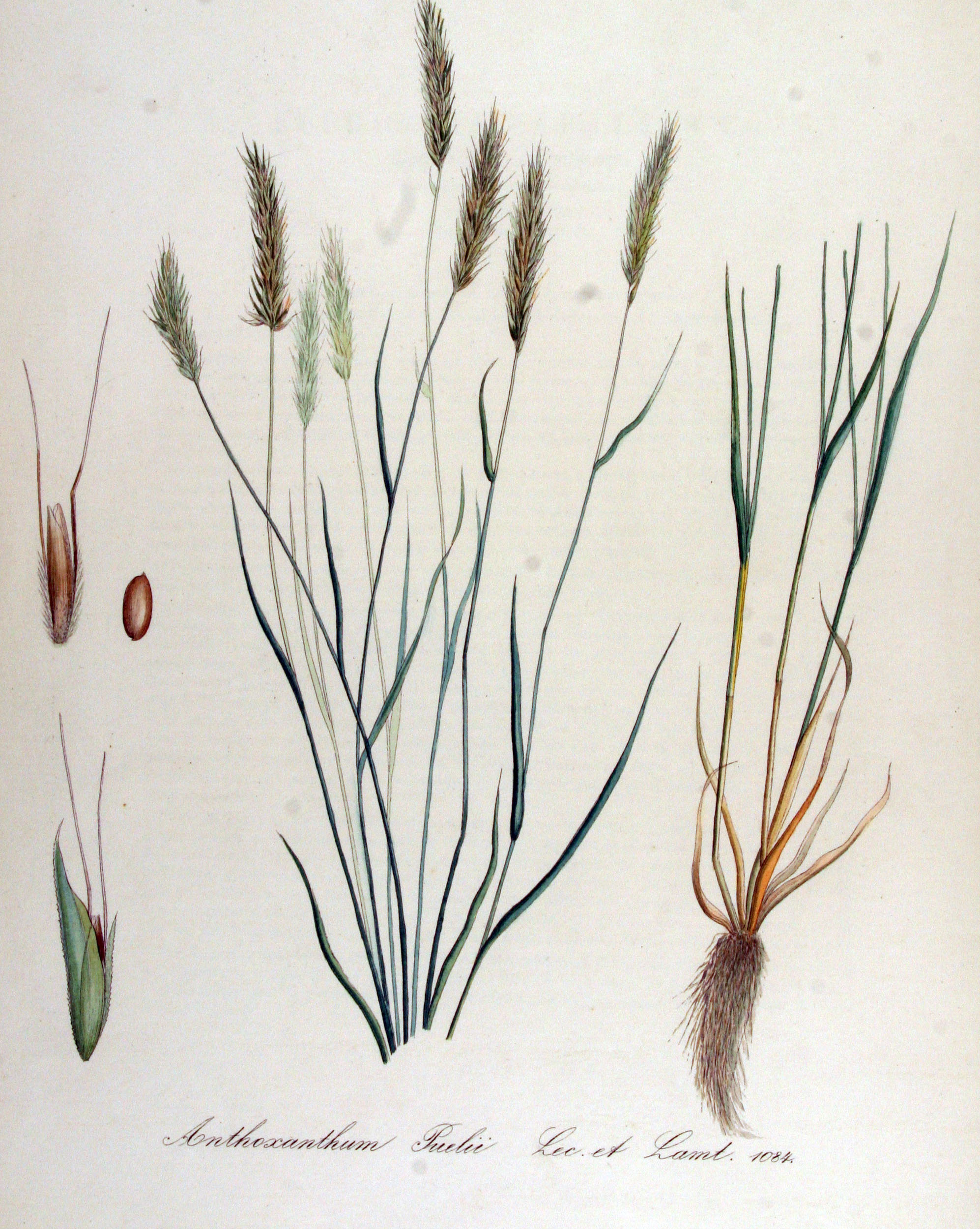
Grannen-Ruchgras (Anthoxanthum aristatum)

### Vegetative Merkmale
Die Ruchgras-Arten sind einjährige bis ausdauernde Pflanzen. Einjährige wachsen büschelig, ausdauernde bilden ein kurzes Rhizom, an dem zahlreiche Erneuerungstriebe entstehen. Die Blattscheiden sind bis zum Grund hin offen. Ihre Oberfläche ist rau, eine Behaarung kann vorhanden sein, wobei an der Öffnung der Scheide meist lange Haarbüschel sitzen. Die Ligula ist ein häutiger Saum.

### Generative Merkmale
Der ährenrispige Blütenstand ist eiförmig oder länglich, dabei zusammengezogen, dicht und enthält viele Blüten. Die Ährchen haben zwei verkümmerte sterile Blütchen sowie ein über diesen stehendes, fertiles Blütchen. Achsenfortsatz haben sie nicht. Zur Fruchtreife fallen die drei Blütchen gemeinsam aus den zurückbleibenden Hüllspelzen aus, bilden also eine Ausbreitungseinheit (Diaspore). Es gibt zwei Hüllspelzen. Die scheinbare Anzahl von vier ergibt sich durch die Deckspelzen der beiden sterilen Blütchen. Die Hüllspelzen sind spitz und sehr ungleich: die untere ist einnervig und halb so lang wie das Ährchen; die untere ist dreinervig und gleich lang wie das Ährchen. Sie schließt das Blütchen zur Gänze ein. Die Deckspelzen der sterilen Blütchen sind bräunlich, zur Gänze oder nur auf dem Rücke behaart und tragen eine Granne. Die Vorspelze kommt nur beim fertilen Blütchen vor und ist einnervig. Die Zahl der Staubblätter beträgt zwei. Der Fruchtknoten ist kahl und hat zwei endständige, lange Griffel. Die Narben sind lang und fiederig. Sie ragen aus der Spitze der Ährchens hervor.
Die Frucht ist von den verhärteten Deck- und Vorspelzen umschlossen. Der Embryo ist ein Viertel bis halb so lang wie die Frucht. Der Nabel (Hilum) ist punktförmig und befindet sich am unteren Ende. Die Ausbreitung der Früchte erfolgt durch Epizoochorie, Anemochorie oder Hemerochorie.

## Inhaltsstoffe
Nach einer Verwundung oder beim Trocknen entwickelt sich häufig ein Cumarin-Geruch. Das Cumarin entsteht wahrscheinlich aus einem Glucosid der o-Cumarsäure.

## Systematik und Verbreitung

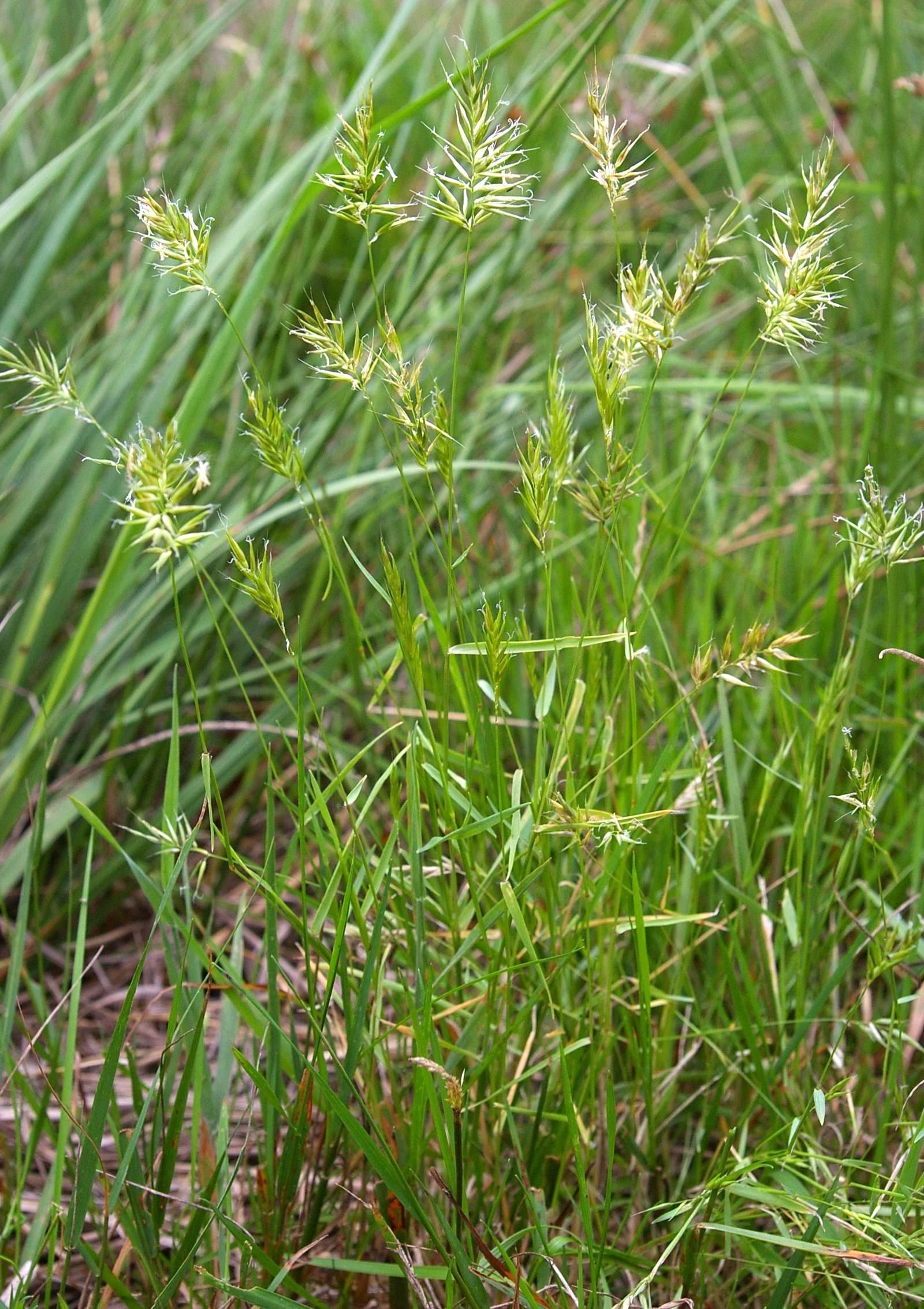
Grannen-Ruchgras (Anthoxanthum aristatum)

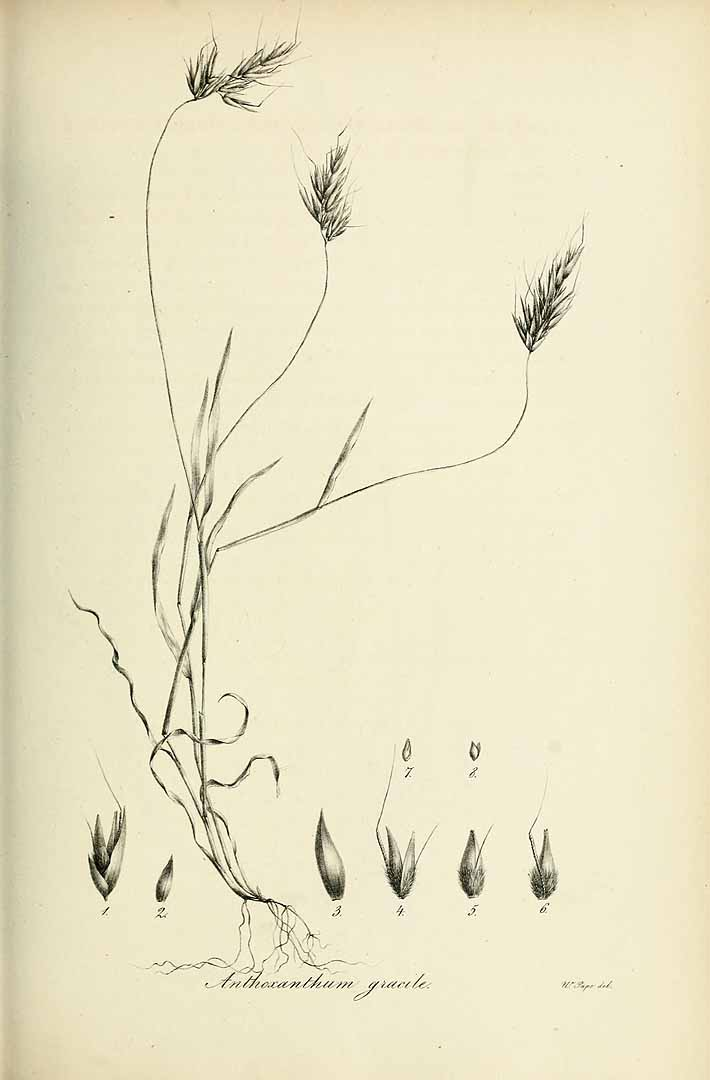
Anthoxanthum gracile

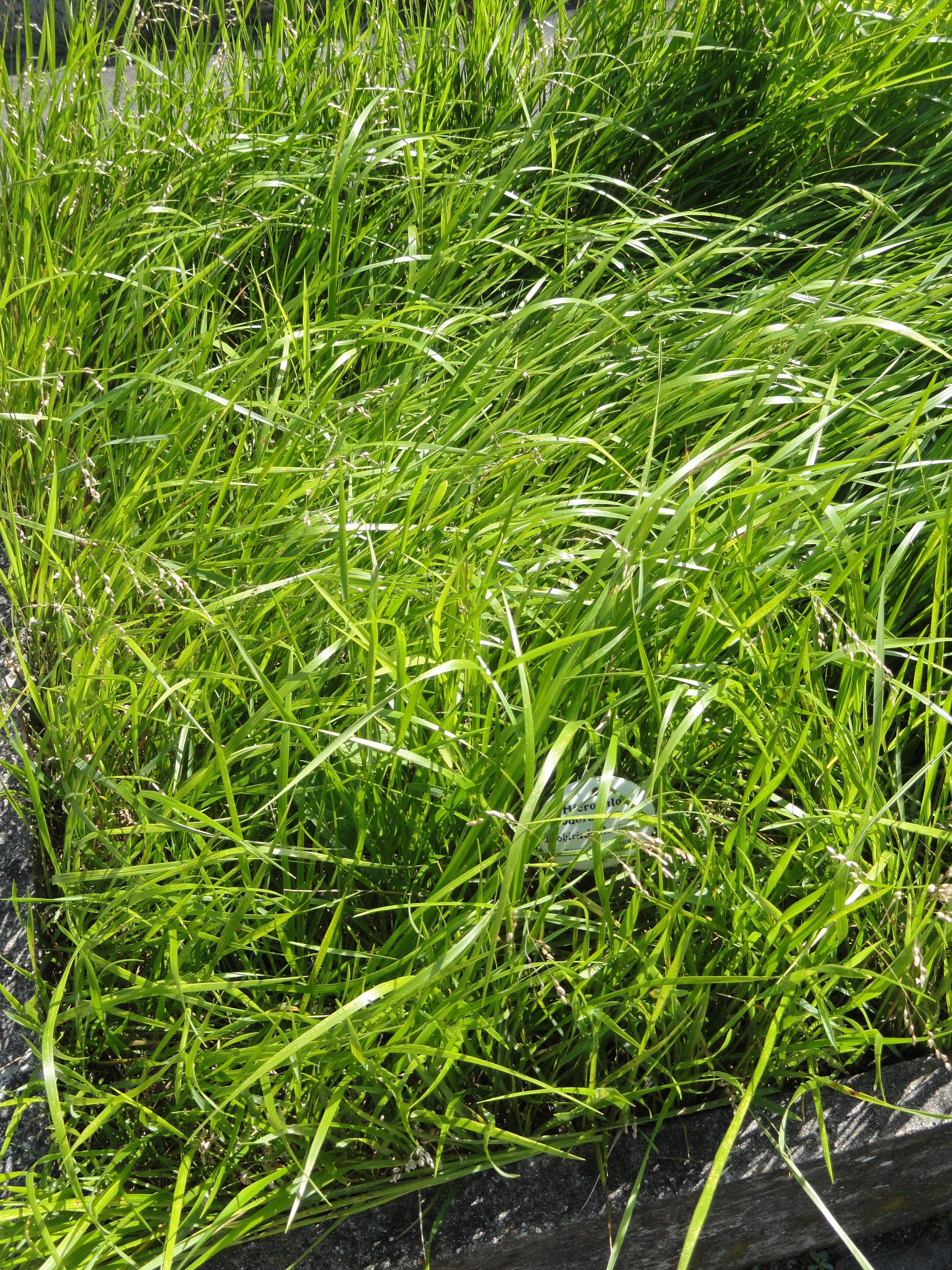
Duftendes Mariengras (Anthoxanthum nitens)

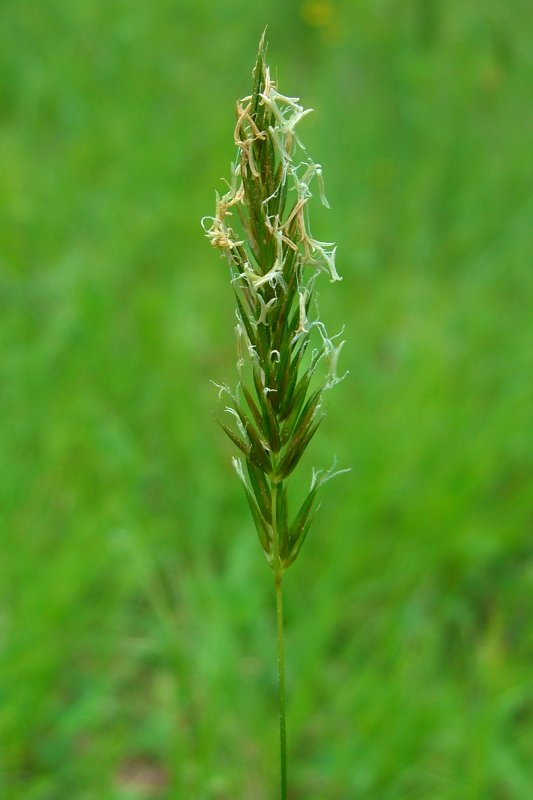
Gewöhnliches Ruchgras (Anthoxanthum odoratum)

Die Gattung Anthoxanthum wurde 1753 durch Carl von Linné in Species Plantarum Band 1, Seite 28 aufgestellt. Der wissenschaftliche Gattungsname Anthoxanthum ist das latinisierte Kompositum der griechischen Wörter ἀνθος für Blüte und ξανθός für gelb, also „gelbe Blüte“; diese Bezeichnung leitet sich von der gelblichen Färbung der Blütenstände der Art Anthoxanthum odoratum nach dem Abblühen ab.
Die Gattung Anthoxanthum gehört zur Subtribus Phalaridinae aus der Tribus Aveneae in der Unterfamilie Pooideae innerhalb der Familie Poaceae.
Von manchen Bearbeitern, wie etwa den Autoren der Flora of China 2006, werden auch die Arten der Gattung Hierochloe zu Anthoxanthum gestellt.
Die Ruchgras-Arten sind in den gemäßigten Gebieten Eurasiens verbreitet. Darüber hinaus kommen sie in den Hochländern des tropischen Afrikas und Asien sowie in Südafrika vor. In der Neuen Welt sind die Ruchgras-Arten Neophyten. Sechs Arten kommen in Europa vor. In Mitteleuropa kommen sechs Arten vor: Grannen-Ruchgras (Anthoxanthum aristatum), Südliches Mariengras (Anthoxanthum australe), Alpen-Ruchgras (Anthoxanthum nipponicum), Duftendes Mariengras (Anthoxanthum nitens), Gewöhnliches Ruchgras (Anthoxanthum odoratum), Anthoxanthum repens.
Die Gattung umfasst bei einigen Autoren etwa 18 Arten. Wird aber Hierochloe in Anthoxanthum eingeschlossen so umfasst die Gattung etwa 52 Arten:
- Anthoxanthum aethiopicum I.Hedberg: Die Heimat ist Äthiopien.[4]
- Anthoxanthum amarum Brot.: Sie kommt auf der Iberischen Halbinsel nur vom nordwestlichen Spanien bis zum nördlichen und zentralen Portugal vor.[4]
- Anthoxanthum arcticum Veldkamp: Sie kommt von der Subarktis südlich bis östliche und zentrale Kanada vor.[4]
- Grannen-Ruchgras (Anthoxanthum aristatum Boiss., Syn.: Anthoxanthum puelii Lecoq & Lamotte): Kommt im Mittelmeergebiet und auf den Kanaren und auf Madeira vor. Es ist in Mitteleuropa, Nordamerika und Neuseeland ein Neophyt.[4]
- Südliches Mariengras (Anthoxanthum australe (Schrad.) Veldkamp, Syn.: Hierochloe australis (Schrad.) Roem. & Schult.): Es kommt in Europa vor.[4]
- Anthoxanthum borii S.K.Jain & Pal: Die Heimat ist Indien.[4]
- Anthoxanthum brevifolium Stapf: Sie ist nur vom Typusmaterial bekannt, das am Ben MacDhui in den Drakensbergen in der südafrikanischen Provinz Ostkap[4] gesammelt wurde. Es handelt sich vermutlich um ein Synonym von Anthoxanthum ecklonii.[5]
- Anthoxanthum davidsei (R.W.Pohl) Veldkamp (Syn.: Hierochloe davidsei R.W.Pohl): Sie kommt in Costa Rica und von Kolumbien bis ins nordwestliche Venezuela vor.[4]
- Anthoxanthum dregeanum (Nees ex Trin.) Stapf: Sie kommt nur in der südafrikanischen Provinz Westkap vor.[5]
- Anthoxanthum ecklonii (Nees ex Trin.) Stapf: Das Verbreitungsgebiet reicht von Malawi bis ins südliche Afrika. Mit zwei Unterarten, von denen eine, Anthoxanthum ecklonii subsp. natalense Mashau 2016 erstbeschrieben wurde.[4]
- Anthoxanthum flexuosum (Hook. f.) Veldkamp (Syn.: Hierochloe flexuosa Hook.f.): Sie kommt im mittleren und östlichen Himalaja vor.[4]
- Anthoxanthum glabrum (Trin.) Veldkamp: Sie ist in Russland, Kasachstan, in der Mongolei und in vielen chinesischen Provinzen verbreitet.[2]
- Anthoxanthum gracile Biv.: Sie kommt im mittleren bis östlichen Mittelmeerraum und in Nordwestafrika vor.[4]
- Anthoxanthum gunckelii (Parodi) Veldkamp (Syn.: Hierochloe gunckelii Parodi): Sie kommt von Chile bis ins südliche Argentinien vor.[4]
- Anthoxanthum hookeri (Griseb.) Rendle: Das Verbreitungsgebiet reicht vom Himalaja (nordöstlichen Indien, Bhutan, Nepal) und nördlichen Myanmar bis Tibet und den chinesischen Provinzen Sichuan, Guizhou sowie Yunnan.[2]
- Anthoxanthum horsfieldii (Kunth ex Benn.) Reeder: Das Verbreitungsgebiet reicht von Assam und der chinesischen Provinz Guizhou über Taiwan bis Japan und von Thailand über Malaysia und den Philippinen bis Neuguinea.[2]
- Anthoxanthum japonicum (Maxim.) Hack. ex Matsum.: Dieser Endemit kommt nur auf der japanischen Insel Honshu vor.[4]
- Anthoxanthum juncifolium (Hack.) Veldkamp (Syn.: Hierochloe juncifolia (Hack.) Parodi): Sie kommt von Chile bis ins südliche Argentinien vor.[4]
- Anthoxanthum khasianum (C.B.Clarke ex Hook.f.) Ohwi (Syn.: Hierochloe khasiana C.B.Clarke ex Hook.f.): Sie kommt in Assam vor.[4]
- Anthoxanthum laxum (Hook.f.) Veldkamp (Syn.: Hierochloe laxa Hook.f.): Sie kommt von Afghanistan bis Nepal vor.[4]
- Anthoxanthum madagascariense Stapf: Die Heimat ist Madagaskar.[4]
- Anthoxanthum mexicanum (Rupr. ex E.Fourn.) Mez: Sie kommt von den mexikanischen Bundesstaaten Puebla, Oaxaca und Chiapas bis Guatemala und in Venezuela vor.[4]
- Anthoxanthum monticola (Bigelow) Veldkamp: Sie ist auf der Nordhalbkugel in Nordeuropa, Russland, Mongolei, Korea, im nordöstlichen China, Japan und in Nordamerika weitverbreitet.[2]
- Alpen-Ruchgras (Anthoxanthum nipponicum Honda, Syn.: Anthoxanthum odoratum subsp. nipponicum (Honda) Tzvelev, Anthoxanthum odoratum var. nipponicum (Honda) Tzvelev, Anthoxanthum odoratum var. alpinum Gray, Anthoxanthum odoratum var. alpinum Uechtr. nom. illeg., Anthoxanthum odoratum var. glaberrimum Schur, Anthoxanthum odoratum var. glabrescens Celak., Anthoxanthum odoratum var. longiaristatum Celak., Anthoxanthum nipponicum var. furumii Honda, Anthoxanthum odoratum var. furumii (Honda) Ohwi, Anthoxanthum alpinum Á.Löve & D.Löve, Anthoxanthum odoratum subsp. alpinum (Á.Löve & D.Löve) B.M.G.Jones & Melderis nom. illeg., Anthoxanthum odoratum subsp. furumii (Honda) T.Koyama): Es kommt von Europa bis Japan vor.[4] Manche Autoren stellen sie auch als Unterart zu Anthoxanthum odoratum.[2]
- Duftendes Mariengras (Anthoxanthum nitens (Weber) Y.Schouten & Veldkamp, Syn.: Hierochloe odorata (L.) P.Beauv., Hierochloe hirta (Schrank) Borbás, Hierochloe arctica J.Presl): Sie ist von subarktischen bis gemäßigten Gebieten der Nordhalbkugel weitverbreitet.[4][2]
- Anthoxanthum nivale K.Schum.: Das Verbreitungsgebiet reicht von der Demokratischen Republik Kongo bis zum tropischen Ostafrika.[4]
- Anthoxanthum occidentale (Buckley) Veldkamp: Sie kommt in Oregon, Washington und Kalifornien vor.[4]
- Gewöhnliches Ruchgras (Anthoxanthum odoratum L.): Sie ist in der Alten Welt von Europa bis zur Mongolei, in Nordwestafrika und Makaronesien weitverbreitet. Sie ist auf Grönland und in der Neuen Welt, in Australien und Tasmanien und anderen Ländern ein Neophyt.[4]: Die Flora of China 2006 gibt zwei Unterarten an:[2]
  - Anthoxanthum odoratum subsp. alpinum (Á.Löve & D.Löve) Tzvelev non (Á.Löve & D.Löve) B.M.G.Jones & Melderis nom. illeg.: Sie kommt in Europa, Russland, Korea, Japan und Xinjiang vor.[2] Diese Unterart wird von manchen Autoren als eigenständige Art angesehen: Anthoxanthum nipponicum Honda.[4]
  - Anthoxanthum odoratum L. subsp. odoratum: Sie kommt in Europa, Russland, Taiwan und im Lu Shan in Jiangxi vor.[2]
- Anthoxanthum ovatum Lag.: Sie kommt im Mittelmeerraum vor.[4]
- Anthoxanthum pallidum (Hand.-Mazz.) Tzvelev: Sie gedeiht in feuchten Wiesen, an Berghängen in Höhenlagen von etwa 2700 Metern in den chinesischen Provinzen Sichuan sowie nordöstlichen Yunnan.[2]
- Anthoxanthum pluriflorum (Koidz.) Veldkamp (Syn.: Hierochloe pluriflora Koidz.): Sie kommt in Japan vor.[4]
- Anthoxanthum potaninii (Tzvelev) S.M.Phillips & Z.L.Wu: Sie gedeiht in Höhenlagen von 2500 bis 3000 Metern in den chinesischen Provinzen südliches Gansu sowie westliches Sichuan.[2]
- Anthoxanthum pusillum (Hack.) Veldkamp (Syn.: Hierochloe pusilla Hack.): Sie kommt vom südlichen Chile bis ins südliche Argentinien vor.[4]
- Anthoxanthum rariflorum (Hook. f.) Veldkamp (Syn.: Hierochloe rariflora Hook.f.): Sie kommt vom südöstlichen Queensland bis ins östliche Tasmanien vor.[4]
- Anthoxanthum redolens (Vahl) P.Royen (Syn.: Hierochloe redolens (Vahl) Roem. & Schult.): Sie kommt von Ecuador bis ins südliche Südamerika, auf den Falkland-Inseln, in Neuseeland, Neuguinea und im südöstlichen Australien vor.[4]
- Anthoxanthum repens (Host) Veldkamp (Syn.: Hierochloe repens (Host) P.Beauv.): Sie ist vom östlichen Mitteleuropa und Südosteuropa bis zum südwestlichen Sibirien und nördlichen Kaukasusraum verbreitet.[4]
- Anthoxanthum sikkimense (Maxim.) Ohwi: Sie kommt in Nepal, Sikkim und Yunnan (nur in Kunming sowie Chengjiang) vor.[2]
- Anthoxanthum spicatum (Parodi) Veldkamp (Syn.: Hierochloe spicata Parodi): Sie kommt im südlichen Chile vor.[4]
- Anthoxanthum submuticum (F.Muell.) Veldkamp (Syn.: Hierochloe submutica F.Muell.): Sie kommt im südöstlichen Australien vor.[4]
- Anthoxanthum tibeticum (Bor) Veldkamp: Sie gedeiht nur an exponierten Berggraten und -hängen in Höhenlagen von etwa 5000 Metern in Tibet.[2]
- Anthoxanthum tongo (Trin.) Stapf: Sie kommt nur in der südafrikanischen Provinz Westkap vor.[5]
- Anthoxanthum utriculatum (Ruiz & Pav.) Y.Schouten & Veldkamp (Syn.: Hierochloe utriculata (Ruiz & Pav.) Kunth): Sie kommt von Chile bis ins südliche Argentinien vor.[4]
- Anthoxanthum wendelboi (G.Weim.) Veldkamp (Syn.: Hierochloe wendelboi G.Weim.): Sie kommt in Pakistan vor.[4]

## Belege
- Zhen-lan Wu, Sylvia M. Phillips:  Anthoxanthum, S. 336–338 – textgleich online wie gedrucktes Werk, In: Wu Zheng-yi, Peter H. Raven, Deyuan Hong (Hrsg.): Flora of China. Volume 22: Poaceae, Science Press und Missouri Botanical Garden Press, Beijing und St. Louis 2006, ISBN 1-930723-50-4.
- Siegmund Seybold (Hrsg.): Schmeil-Fitschen interaktiv (CD-Rom), Quelle & Meyer, Wiebelsheim 2001/2002, ISBN 3-494-01327-6.
- Thomas Gaskell Tutin: Anthoxanthum L., S. 229–230. In: Thomas Gaskell Tutin (Hrsg.): Flora Europaea. Band 5, Cambridge University Press 1980, ISBN 0-521-20108-X.

## Weiterführende Literatur
- A. C. Mashau: A synopsis of Anthoxanthum (Poaceae: Pooideae: Poeae) in southern Africa and description of a new subspecies. In: Kew Bulletin, Volume 71, Issue 18, 2016, S. 1–5.